# Концепт-арт
Концепт-арт — направление в искусстве, предназначенное для того, чтобы визуально передать идею произведения, но не форму или внешние атрибуты. Как правило, создаётся на начальной стадии разработки проекта и предназначается для использования в фильмах, компьютерных играх, комиксах до создания финальной версии. Также называется «концепт-дизайном». 

## История
Достоверно неизвестно, кто первым начал использовать понятие «концепт-арт» в этом значении. Конечно, это направление использовалось и до того, как за ним было закреплено название «концепт-арта».
Концепт-художники для своих работ используют различные материалы, такие как масляные и акриловые краски, фломастеры, карандаши и т. д. Однако современные художники по большей части обращаются к цифровым технологиям, используя графические редакторы..
Первые известные примеры концепт-арта были в анимации на студии Уолта Диснея в 1920–1930-х годах, где художники создавали эскизы для таких фильмов, как «Белоснежка и семь гномов». Позже он стал важным инструментом в киноиндустрии, особенно в научной фантастике и фэнтези, благодаря работе таких мастеров, как Ральф Маккуорри для «Звездных войн». В видеоиграх концепт-арт окончательно утвердился, став основой визуального стиля и разработки игр, например, Final Fantasy и The Legend of Zelda.